# Rhaphuma diana
Rhaphuma diana là một loài bọ cánh cứng trong họ Cerambycidae.